# Kupferschmelz-Tunnel
Der Kupferschmelz-Tunnel (auch: Kupferschmelztunnel) ist heute der kürzeste von insgesamt vier Eisenbahntunneln entlang der Alsenztalbahn zwischen Hochspeyer und Bad Münster am Stein.

## Geografische Lage
Der Tunnel liegt auf der Gemarkung der Ortsgemeinde Winnweiler und in unmittelbarer Nähe des namensgebenden, zum Ortsteil Hochstein gehörenden Wohnplatzes Kupferschmelz. Unweit des Südportals überquert die Bahnstrecke die Alsenz.

## Geschichte
Um 1860 gab es erste Bestrebungen, entlang der Alsenz eine Bahnstrecke zu errichten. Diese sollte in Kombination mit der Maximiliansbahn und dem Ludwigsbahn-Abschnitt unmittelbar westlich von Neustadt an der Weinstraße als Transitstrecke in Nord-Süd-Richtung dienen. Unklar war zunächst die Streckenführung im südlichen Bereich.  Die weiter westlich liegende Stadt Otterberg strebte beispielsweise eine Streckenführung über ihr Terrain an. Die zuständigen Ingenieure verwarfen dies jedoch und plädierten für eine Trasse über Enkenbach nach Hochspeyer, da diese topographisch einfacher war. Nachdem der Abschnitt Hochspeyer-Winnweiler bereits 1870 eröffnet worden war, folgte ein halbes Jahr später der Lückenschluss bis nach Bad Münster. Der Tunnel trug damals die Bezeichnung „Hochstein-Tunnel“ und war der zweitkürzeste im Verlauf der Strecke.
1963 kam es zu einem Tausch der Bezeichnungen mit dem Kupferschmelztunnel. Die Begründung lautete, dass dies „der Örtlichkeit entspreche“. Nach der Schlitzung des „Hochstein-Tunnels“ (neu) 1970 ist der Kupferschmelz-Tunnel (neu) nun der kürzeste im Alsenztal.